# Lecane braziliensis
Lecane braziliensis är en hjuldjursart som beskrevs av Segers 1993. Lecane braziliensis ingår i släktet Lecane och familjen Lecanidae. Inga underarter finns listade i Catalogue of Life.